# Лиутперт (король лангобардов)
Лиутперт (убит в 702) — король лангобардов в 700—702 годах из Баварской династии.

## Биография
Сын Куниперта. В связи со своим малолетством правил вместе со своим учителем Анспрандом. Был свергнут Рагинпертом спустя восемь месяцев правления, но через несколько месяцев вернул себе трон. Однако вскоре был пленён и убит Арипертом II, сыном Рагинперта.